# Тиниан
Тиниан (англ. Tinian) — остров в архипелаге Марианские острова в Тихом океане. Принадлежит Северным Марианским островам и вместе с необитаемым островом Агихан образует муниципалитет Тиниан.

## География
Остров Тиниан расположен в южной группе архипелага Марианские острова. Омывается водами Тихого океана. В 4,5 км к северо-западу от острова расположен остров Сайпан, в 100 км к юго-западу — остров Рота, а дальше, в 163 км, остров Гуам, образующий отдельное государственное образование. Ближайший материк, Евразия, находится в 2800 км.
Остров Тиниан имеет коралловое происхождение и представляет собой поднятый атолл. Основу рельефа острова составляют террасы размером 20 на 9 км. Высшая точка острова достигает 170 м. Площадь острова составляет 101,01 км² (третий по величине остров Марианских островов).
Климат влажный тропический. Среднегодовое количество осадков составляет около 2000 мм. Остров подвержен циклонам.

## История
Остров Тиниан был заселён около 4000 лет назад. Коренными жителями острова являются чаморро. На острове сохранились древние каменные столбы, очень схожие, например, с Нан-Мадолом (Микронезия), мегалитами Палау или моаи острова Пасхи. Общий вес этих сооружений превышает тонну, а высота составляет около 6 м.
Европейским первооткрывателем острова стал испанец, католический миссионер Диего Луис де Санвиторес (исп. Diego Luis de Sanvitores), открывший Тиниан в 1669 году. В конце XVII века Марианские острова стали владением Испании.
12 февраля 1899 года они были проданы Испанией Германии. С 1907 года Тиниан был частью Германской Новой Гвинеи, подчиняясь окружному офицеру Каролинских островов.
14 октября 1914 года Марианские острова были оккупированы японцами. В 1920 году над островами был установлен мандат Лиги Наций, управление осуществляла Япония. В этот период на Тиниане активно развивалось сельское хозяйство, прежде всего, выращивание сахарного тростника. В 1944 году остров был захвачен американскими войсками, которые вскоре развернули на Тиниане базу военной авиации. В августе 1945 года с американской авиабазы на острове стартовали бомбардировщики, сбросившие атомные бомбы на Японию.

## Население
В 2010 году численность населения Тиниана составляла около 3136 человек, что составляет 6 % всего населения Северных Марианских островов. Примерно 75 % местных жителей составляет коренной народ страны, чаморро, и каролинцы (выходцы с Каролинских островов). На Тиниане также проживают азиаты и европейцы. Языки общения — английский, чаморро, японский. Жители исповедуют христианство (католичество).
Местная культура чаморро сформировалась под влиянием испанской (остров на протяжении 200 лет был под контролем Испании) и японской культур. Испанское влияние проявилось не только в том, что местные жители являются католиками, но и в местном танце ча-ча-ча. Японский след на Тиниане — местные дзиндзя.

## Транспорт
Международный аэропорт Тиниан.